# Oleksandr Bondarenko (calciatore 1966)
Oleksandr Mykolajovyč Bondarenko (in ucraino Олександр Миколайович Бондаренко?; Zaporižžja, 29 giugno 1966) è un allenatore di calcio ed ex calciatore ucraino, di ruolo difensore.

## Carriera

### Club
Nel corso della sua carriera ha militato in squadre ucraine, ad eccezione del periodo dal 1994 al 1999, durante il quale giocò in Ungheria per il BVSC Budapest.
Nel 1992, durante la militanza nel Torpedo Zaporižžja, giocò assieme a suo cugino Roman.

### Nazionale
Con la Nazionale di calcio dell'Ucraina ha disputato 2 amichevoli nel 1992: contro gli Stati Uniti (27 giugno) e contro l'Ungheria (26 agosto).